# Copidognathus triton
Copidognathus triton är en kvalsterart som beskrevs av Newell 1971. Copidognathus triton ingår i släktet Copidognathus och familjen Halacaridae. Inga underarter finns listade i Catalogue of Life.